# IPadOS 13
IPadOS 13 is een mobiel besturingssysteem voor iPads dat is ontwikkeld door Apple Inc. en uitgebracht op 24 september 2019.

## Beschrijving
Anders dan de naam doet vermoeden is iPadOS 13 de eerste versie van iPadOS. IPadOS werd aangekondigd tijdens de Apples WWDC 2019. Het besturingssysteem verschilt van iOS met functies die met name zijn toegespitst op multitasking.
Er is een zijbalk aanwezig waarin verschillende zogenaamde widgets geplaatst kunnen worden. Voor het gelijktijdig uitvoeren van meerdere taken zijn de functies Slide Over en Split View aanwezig. Met vingerbewegingen kan tussen actieve ruimtes worden geschakeld. Ook kunnen meerdere instanties van dezelfde app worden geopend.
De Safari-webbrowser toont nu standaard de desktopversie van een website en ondersteunt 30 toetscombinaties wanneer een extern toetsenbord is aangesloten. Met Sidecar kan een iPad gebruikt worden als extra beeldscherm voor macOS.
Ook ondersteunt iPadOS het gebruik van verwisselbare opslagmedia, zoals USB-sticks en draagbare harde schijven.

## Ondersteunde iPads
IPadOS ondersteunt alle iPads met een Apple A8-processor of nieuwer en met meer dan 1GB werkgeheugen.
- iPad Air 2
- iPad Air (2019)
- iPad (2017)
- iPad (2018)
- iPad (2019)
- iPad mini 4
- iPad mini (2019)
- iPad Pro (alle modellen)